# Flambeau (hrabstwo Rusk)
Flambeau – miasto w Stanach Zjednoczonych, w stanie Wisconsin, w hrabstwie Rusk.